# Италианско икономическо чудо
Италианското икономическо чудо (на италиански: Miracolo economico italiano) е периодът на бърз икономически растеж в Италия след Втората световна война, през 50-те и 60-те години на XX век.
Периодът, чиято кулминация е между 1958 и 1963 година, предизвиква цялостна трансформация на италианското общество от бедни и предимно селска страна в глобална промишлена сила, като процесът е съпътстван с дълбоки промени в обществените отношения и културата. Средният годишен икономически растеж през 1951 – 1963 година е 5,8%, а през 1964 – 1973 година – 5,0%.